# Мученики Аламо, або Народження Техасу
Мученики Аламо, або Народження Техасу (англ. Martyrs of the Alamo or The Birth of Texas) — американський німий фільм, що вийшов на екрани в 1915 році. Одна з перших кінопостановок подій боротьби за фортецю Аламо, що сталася 23 лютого — 6 березня 1836.

## Сюжет
У 1835 році почалося повстання проти Месики американських поселенців, які жили в Техасі. Техас оголошує про вихід зі складу Мексики і проголошує незалежність.
На придушення заколоту тодішній президент Мексики направляє армію, особисто очоливши її. Першим піддався атаці форт Аламо, що оборонявся 146 поселенцями.

## У ролях
- Сем Де Грасс — Тихий Сміт
- Аллан Сірс — Девід Крокетт
- Волтер Лонг — Санта-Анна
- Альфред Пегіт — Джеймс Боуї
- Фред Барнс — капітан Дікінсон
- Джон Т. Діллон — полковник Тревіс
- Дуглас Фербенкс — Джо / солдат
- Хуаніта Хансен — дочка старого солдата
- Ора Карю — місіс Дікінсон
- Том Вілсон — Сем Хьюстон
- Огастес Карні — старий солдат